# Krom
Krom je kemijski element atomskog (rednog) broja 24 i atomske mase 51,9961(6). U periodnom sustavu elemenata predstavlja ga simbol Cr.

## Svojstva
Krom (Cr) je otkrio 1791. (a 1798. izolirao) L.-N. Vauquelin.
Naziv "krom" dolazi od grčke riječi "χρωμα" što znači "boja", jer krom tvori mnoge raznobojne spojeve.
Kemijski element 6. skupine periodnoga sustava elemenata, vrlo tvrd, srebrnobijeli metal plavkasta odsjaja koji se može polirati (uglačati) do visokoga sjaja. Nema mirisa ni okusa, a podatan je za kovanje. U dodiru s kisikom, zrakom ili vodenom parom prevlači se vrlo tankim slojem oksida otpornim na koroziju. Nije topljiv u dušičnoj kiselini i zlatotopci, sporo se otapa u hladnoj klorovodičnoj i sumpornoj kiselini, a u vrućima puno brže. Na povišenim temperaturama reagira s mnogim nemetalima. Daje zelenu boju smaragdu, a crvenu rubinu. Nije otrovan, ali su otrovni njegovi spojevi, posebice kromna kiselina i alkalijski dikromati. Najčešće se dobiva iz kromita (FeCr2O4), tehničke čistoće aluminotermijskim i silikotermijskim postupkom, a visoke čistoće elektrolitskim postupkom. U velikim se količinama upotrebljava kao legirani metal u proizvodnji nehrđajućih čelika, za elektrolitičko prevlačenje površina metala i nemetala (kromiranje), za proizvodnju kermeta, itd.

## Uporaba i dobivanje
Krom se dobiva iz rude kromita (FeCr2O4). Komercijalni proces ekstrakcije kroma iz kromita sastoji se od zagrijavanja rude u prisustvu aluminija i silicija. Oko dvije petine svjetskih zaliha kroma se nalaze u Južnoj Africi, a značajni proizvođači su i Kazahstan, Indija, Rusija i Turska. Oko 15 milijuna tona kromove rude proizvedeno je u 2000. godini.
U elementarnom obliku krom se nalazi mnogo rjeđe.
Rudnik dijamanata Udačnaja u ruskoj republici Jakutska proizvodi uzorke elementarnog kroma.

## Važniji kromovi spojevi
Krom ima široku primjenu kao sastojak legura (primjerice, nehrđajućeg čelika posebne čvrstoće), kojima povećava otpornost na koroziju, a zadržava im sjaj i tvrdoću. Vrlo poznata zaštita željeza njime je postupak kromiranja.
Dodaje se i antikorozivnim bojama, služi kao katalizator u nekim kemijskim procesima, za izradu kalupa za proizvodnju cigli, a spojevi kroma imaju široku primjenu u metalurgiji i kemijskoj industriji.
Najvažniji je kromov spoj natrijev dikromat (NaCr2O7), koji se upotrebljava kao sirovina za dobivanje ostalih tehnički važnih kromovih spojeva, kao snažni oksidans, katalizator ili nosilac katalizatora, štavilo u industriji kože, za površinsku obradbu metala, impregnaciju drva itd.
- bezvodni kromov klorid (CrCl3) se upotrebljava za dobivanje elementarnoga kroma, kromiranje čeličnih predmeta i u sintezi organskih spojeva),
- kromov(III) oksid (Cr2O3) se koristi za bojanje stakla i porculana,
- otrovni kromov(IV) oksid (CrO3) je iznimno jak oksidans (za elektroplatiniranje i elektrolitsko dobivanje elementarnoga kroma),
- kromna kiselina (H2CrO4), za pripravu močila i kupka za kromiranje,
- kalijev dikromat (K2Cr2O7) se koristi u fotografskoj industriji, u proizvodnji žigica i u analitičkoj kemiji.
- natrijev kromat (Na2CrO4) je pogodan za bojenje tekstila i zaštitu od korozije itd.